# Isartortheater

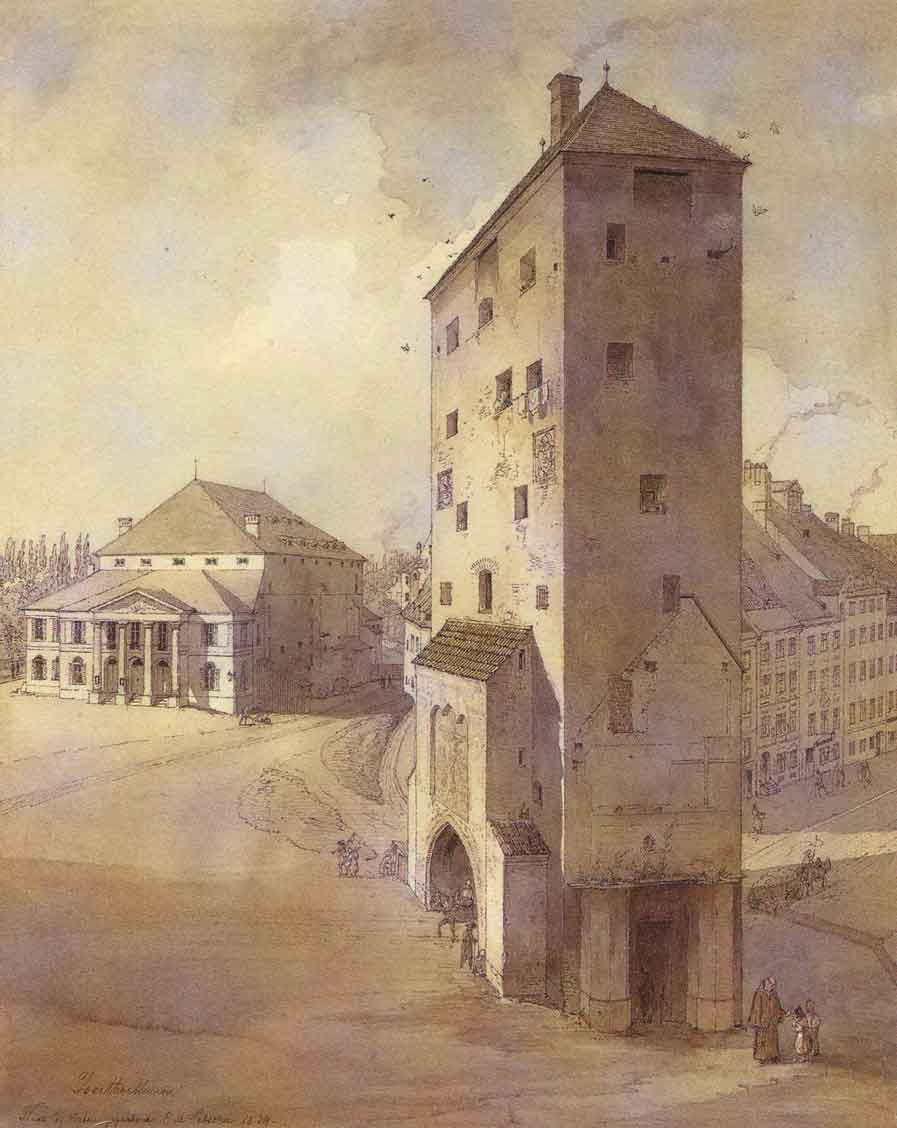
Isartortheater (li.) und Isartor (re.), Gemälde von Carl August Lebschée, 1829

Das Isartortheater, eigentlich Königliches Hoftheater am Isarthor, war ein klassizistisches Theatergebäude in München. Es wurde 1811–1812 erbaut und im Zweiten Weltkrieg zerstört.

## Lage
Das Isartortheater lag in der Isarvorstadt westlich des Isartors, etwa an der Ostspitze der heutigen Grünanlage zwischen Frauenstraße und Westenriederstraße.

## Geschichte
Das Theatergebäude wurde 1811–1812 als zweites Theater des königlichen Hofs durch Emanuel Herigoyen (1746–1817) erbaut. Ein ursprünglich geplanter nördlicher Seitenflügel wurde nicht ausgeführt. 
Eröffnet wurde das Theater am 10. Oktober 1812 im Beisein von König Maximilian I. sowie Kronprinz Ludwig, der aus Anlass des bevorstehenden Namensfestes seines Vaters aus dem 1805–1814 zum Kurfürstentum Bayern gehörenden Innsbruck angereist war.
Spätestens 1822 zeichnete sich für die Öffentlichkeit ab, dass das Theater schließen könnte: Direktor Carl Carl (1787–1854), der die Intendanz von Gründer Carl August de la Motte (1768–1841) übernommen hatte, setzte äußerst erfolgreich auf einen Spielplan volkstümlicher Unterhaltung, wobei Carls selbstbewusstes Wirken nicht ohne Neid und Kritik gesehen wurde. Als dem Isartortheater zugunsten der ersten Bühne des Landes, des Hof- und Nationaltheaters, die staatliche Dotation gekürzt wurde und auch die Kritik an Carls Spielplan und Aufführungspraxis stärker wurde, schloss Carl am 22. Juli 1825 mit Ferdinand Graf Pálffy von Erdőd (1774–1840), dem Besitzer des Theaters an der Wien, für die Monate August und September einen Gastspielvertrag ab, der in der Folge auch vom königlich bayerischen Hof zur Kenntnis genommen wurde. Somit wurde ab August 1825 das Theater geschlossen bzw. in seiner Widmung nicht mehr bespielt: Direktor Carl übersiedelte mit dem 26 Mitglieder umfassenden Ensemble nach Wien, wo er ab 18. August 1825 am Theater an der Wien unter anderem jene Stücke aufführen wollte, die in München keinen Anklang fanden. Carl, der versprochen hatte, samt Ensemble noch im November 1825 an das Isartor zurückzukehren, übernahm bereits im nächsten Jahr die Bühne am Wienfluss, die er, inklusive diverser Schließzeiten, bis 30. April 1845 leitete und ihn zum Millionär werden ließ.
1844–1931 diente das Gebäude als städtisches Leihhaus. Gegen Ende des 19. Jahrhunderts wurde der südliche Seitenflügel an der Frauenstraße abgerissen. 
1931 wurde das Gebäude zu einem Kino mit Platz für 1.000 Personen umgebaut und war unter dem Namen „Atlantik-Palast“ bis 1944 in Betrieb. Bis 1938 durften hier sogar amerikanische Filme gezeigt werden.
Bei den Luftangriffen auf München im Zweiten Weltkrieg brannte das Gebäude vollständig aus. Die Ruine stand noch bis 1953 und wurde dann abgetragen.

## Beschreibung
Einem zweigeschossigen kubischen Eingangsbau mit Walmdach war ein Portikus mit vier toskanischen Säulen vorgelagert, die einen Dreiecksgiebel trugen. Der Hauptbau war dreigeschossig mit Kniestock und trug ebenfalls ein Walmdach. Der Zuschauerraum bot Platz für 1200 Personen.

## Schauspieler und Aufführungen
In seinen ersten Jahren erlebte das Theater auch Opernaufführungen, hier war unter anderen auch Peter Joseph von Lindpaintner tätig.